# Sex Me
Sex Me è il primo singolo da solista del cantante R&B statunitense R. Kelly, pubblicato nel 1993 ed estratto dall'album 12 Play.

## Versioni ufficiali
- Sex Me (Part I & II) - 11:27
- Sex Me (Part I) (Clean Radio Edit) - 4:18
- Sex Me (Part I) (Street Radio Edit) - 4:18
- Sex Me (Part I) (LP Street Version) - 4:57
- Sex Me (Part I) (Instrumental) - 4:14
- Sex Me (Part II) (Clean Radio Edit - With Intro) - 4:57
- Sex Me (Part II) (Extended Street Version) - 6:30
- Sex Me (Part II) (Instrumental) - 5:54